# Tragedia de Gibalta

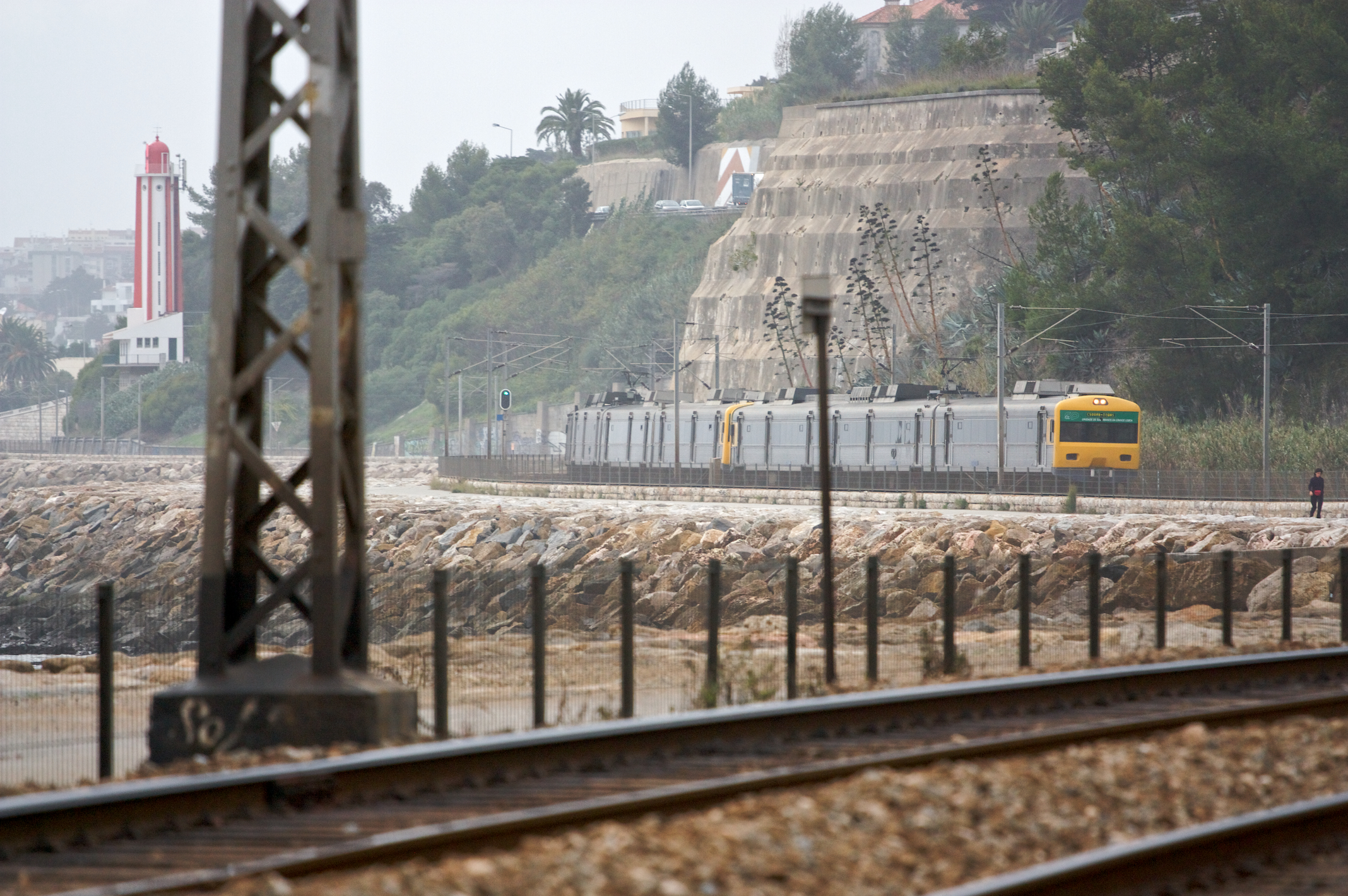
Pendiente y faro de Gibalta.

La Tragedia da Gibalta fue un accidente ferroviario ocurrido el 31 de marzo de 1952, en la Línea de Cascais, en Portugal, del cual resultaron 10 muertos y 38 heridos; una formación descarriló después de un desmoronamiento de tierras, provocado por condiciones atmosféricas adversas y por el mal estado de conservación de los terrenos.

## Características

### Antecedentes
En el momento del siniestro, era habitual que tuviese lugar la infiltración de aguas de la lluvia en los terrenos que soportaban el Faro de Gibalta, haciendo que se abriesen grietas; este fenómeno se intensificaba más en las épocas de mayores precipitaciones, pues los canales de filtración siempre permanecían inundados. No obstante, a pesar de que este fenómeno tuviese lugar con frecuencia, los accidente eran raros. En el fondo de los barrancos, junto al océano, se encontraba una vía férrea, parte de la Línea de Estoril, que era utilizada frecuentemente por composiciones de la Sociedad Estoril.

### El accidente
El día de la tragedia, se registraron fuertes precipitaciones, lo que, como es habitual, resultó en la pérdida de unidad de los terrenos de soporte del faro cuando las aguas se infiltraron; cerca de las 8.00 de la mañana, el farolero observó la formación de varias grietas en el suelo de la plataforma del faro, habiendo alertado, enseguida, a la Dirección de Faros, que envió un equipo de técnicos al lugar para evaluar la situación.
Al mismo tiempo, una composición, formada por un automotor mixto, un furgón y dos vagones de tercera clase, se encontraba de camino al lugar, que había partido de la Estación de Cascais dentro del horario previsto, con destino a Cais do Sodré; a bordo, se encontraban cerca de 150 pasajeros.
Cerca de las 11.45, se produjo un desmoronamiento, que alcanzó a la formación, que en ese preciso momento se encontraba circulando en ese lugar; el penúltimo vagón fue el más afectado, al quedar totalmente destruido.
Este accidente produjo, en total, 10 muertes y 38 heridos.

### Salvamento y apoyo a las víctimas
El pánico se instauró a bordo de la formación, llevando a cabo algunos pasajeros y el personal a la retirada de los heridos y los muertos de los restos; poco tiempo después, llegaron los servicios de socorro, acompañados por policías, miembros de la Guardia Nacional Republicana, soldados de los cuarteles próximos, y voluntarios. A pesar de las dificultades que se hacían sentir debido a la lluvia y viento intensos, fueron rescatados 38 heridos, que fueron trasladados a hospitales en Lisboa.

### Consecuencias e investigación
Este accidente fue el tercero que implicaba a los ferrocarriles en Portugal en un corto espacio de tiempo, habiendo creado un cierto clima de inseguridad en este medio de transporte.
Posteriormente al siniestro, fueron enviados técnicos al lugar, con el fin de descubrir cuales fueron las causas del mismo, y orientado a los esfuerzos de desobstrucción de la vía. Ya en ese momento, esta vía tenía una elevada importancia, asegurando las necesidades diarias de transporte de las poblaciones de la zona, por lo que debería ser puesta en funcionamiento tan deprisa como fuese posible; mientras que la circulación estuvo suspendida, la Sociedad Estoril organizó un servicio de transporte mixto, utilizando autobuses para desplazar a los pasajeros entre las estaciones afectadas, habiendo conseguido, así, reducir al máximo los efectos del accidente en la circulación.
La conducta del farolero también fue puesta en duda, pues este se limitó a cumplir el reglamento, habiendo avisado tan solo a la Dirección de los Faros; ya que en caso de que hubiese alertado, voluntariamente, a la Sociedad Estoril, este accidente se podría haber evitado.
La investigación concluyó que el faro, después del accidente, estaba en una situación precaria; no siendo posible realizar obras de consolidación debido a las condiciones del terreno, aquella estructura tendría que ser demolida. Debido a la necesidad absoluta de un apoyo a la navegación en aquel lugar, fue construido un nuevo faro, a unos treinta metros de distancia.